# Marcos Makón
Marcos Pedro Makón (n. Coronel Suárez, provincia de Buenos Aires, 1942) es un contador público argentino que ejerció el cargo de Ministro de Desarrollo Social y Medio Ambiente durante la presidencia de Fernando de la Rúa.

## Biografía
Se recibió de Contador Público Nacional en 1965, y se ha especializado en la administración financiera estatal y planificación del sector público. Ha publicado numerosos trabajos sobre administración financiera pública y presupuesto.
En 1971 ingresó por primera vez al sector público argentino, como parte del Equipo Técnico Presupuestario del Consejo Federal de Inversiones. Posteriormente trabajó para la Organización de las Naciones Unidas en distintos países de América Latina.
Asesoró a la Secretaría de la Función Pública de su país y al Consejo Federal de Inversiones en proyectos de desarrollo municipal, durante la presidencia de Raúl Alfonsín; al final de la presidencia de éste, brevemente volvió a trabajar para las Naciones Unidas.
Fue Subsecretario de Presupuesto del Ministerio de Economía argentino entre 1991 y 1996, acompañando la gestión de Domingo Cavallo. En julio de 1996 fue nombrado coordinador del Programa de Consolidación de la Reforma Administrativa y Financiera del Sector Público Nacional, cargo que ejerció durante un año.
Alejado Cavallo del gobierno de Carlos Menem, se sumó a la campaña presidencial de Chacho Álvarez, que en 1999 fue elegido vicepresidente de la Nación. A poco de asumir la presidencia Fernando de la Rúa, en mayo de 2000, fue secretario de Modernización del Estado, cargo que ejerció hasta el mes de octubre del mismo año, en que fue nombrado secretario general de la Jefatura de Gabinete de Ministros.
En marzo del año siguiente fue nombrado Ministro de Desarrollo Social y Medio Ambiente de la Nación, cargo al que renunció una semana después por decisión política del partido al que pertenecía (FREPASO). Posteriormente reingresó como Vicejefe de Gabinete de Ministros hasta el 20 de noviembre de ese año, en que presentó su renuncia al cargo.
Desde su paso por la administración pública argentina ha trabajado para el Banco Mundial y el Banco Interamericano de Desarrollo, y ha asesorado a los estados nacionales y locales de diversos países, como la República Dominicana, Chile, Colombia, Honduras, Paraguay y Guatemala. Desde febrero de 2018, es director general de la Oficina de Presupuesto del Congreso nacional. En dicha función, se desempeñó hasta el 31 de enero de 2023.